# This Will Be
«This Will Be» —en español: «Esto será»— es una canción escrita por Chuck Jackson y Marvin Yancy, arreglada por Richard Evans e interpretada por la cantante estadounidense Natalie Cole. Aunque a menudo se añade «(An Everlasting Love)» a su título, no se lanzó oficialmente con esta denominación. Este sencillo marcó el debut de Cole en abril de 1975 y se convirtió en uno de sus mayores éxitos, alcanzando el número uno en las listas de R&B y el sexto lugar en las de pop en Estados Unidos, además de ingresar al Top 40 en el Reino Unido. Cole recibió el premio Grammy a la «Mejor Interpretación Vocal de R&B Femenina», categoría que hasta entonces había sido dominada por Aretha Franklin. Este reconocimiento también contribuyó a que ganara el Grammy a «Mejor Artista Novel».

## En la cultura popular
La canción ha aparecido en varias películas:
- While You Were Sleeping (1995)
- The Parent Trap (1998) (en los créditos finales)
- Charlie's Angels: Full Throttle (2003)
- A Cinderella Story (2004)
- Taxi (2004)
- Bride Wars (2009)

En 2012, el tema también se utilizó en el segmento «Lip Sync for Your Life» del tercer episodio de la cuarta temporada del reality RuPaul's Drag Race, donde Cole participó como juez invitada. La interpretación de DiDa Ritz durante esta sección ha sido considerada una de las mejores en la historia del programa y recibió la admiración de la propia Cole.

## Posicionamiento en listas
| Listas (1975)                                   | Mejor posición |
| ----------------------------------------------- | -------------- |
| Canadá (RPM Top Singles)                        | 12             |
| Sudáfrica (Springbok)                           | 18             |
| Estados Unidos (Billboard Hot 100)              | 6              |
| Estados Unidos (Billboard R&B/Hot Soul Singles) | 1              |
| Estados Unidos (Billboard Adult Contemporary)   | 45             |
| Estados Unidos (Cash Box Top 100)               | 9              |

## Certificaciones
| País        | Organismo certificador | Certificación | Ventas certificadas | Ref.   |
| ----------- | ---------------------- | ------------- | ------------------- | ------ |
| Reino Unido | BPI                    | Oro           | 400 000             | [ 12 ] |